# ラッパハノック郡 (バージニア州)
ラッパハノック郡（英: Rappahannock County）は、アメリカ合衆国バージニア州の北部に位置する郡である。2010年国勢調査での人口は7,373人であり、2000年の6,983人から5.6%増加した。郡庁所在地はワシントン町（人口135人）であり、同郡で唯一の法人化町でもある。郡名はラッパハノック川から採られており、「ラッパハノック」とは「速く増大する水の川」あるいは「潮と流れのある所」を意味するアルゴンキン語族の言葉で lappihanne から派生した。

## 歴史
ラッパハノック郡は1656年にランカスター郡から分離して設立された。1692年、エセックス郡とリッチモンド郡に分割されて一旦消滅した。1833年、人口が増加し、郡庁所在地に行きやすくす必要性が生じたために、バージニア州議会の法により再度設立された。郡域はカルペパー郡の一部が取られた。郡名はフォーキア郡との郡境を流れるラッパハノック川から採られた。

## 地理
ラッパハノック川が郡の北東境界を流れ、フォーキア郡とを分けている。南東はカルペパー郡、南西はマディソン郡と接している。郡西部の大半はブルーリッジ山脈である。
アメリカ合衆国国勢調査局に拠れば、郡域全面積は267平方マイル (690 km2)であり、このうち陸地267平方マイル (690 km2)、水域は0平方マイル (0 km2)で水域率は0.10%である。

### 山岳
下記の山が郡内にある。
- ピッグナット山
- ジェンキンス山
- リトルジェンキンス山
- フォーク山
- バトル山
- パイニーリッジ
- ピッカレルリッジ
- アーロン山

### 主要高規格道路
- アメリカ国道211号線
- アメリカ国道522号線
- バージニア州道231号線
- スカイライン・ドライブ

### 隣接する郡
- ウォーレン郡 - 北西
- フォーキア郡 - 北東
- カルペパー郡 - 南東
- マディソン郡 - 南西
- ペイジ郡 - 西

### 国立保護地域
- シェナンドー国立公園（部分）

## 人口動態
以下は2010年国勢調査による人口統計データである。
| 基礎データ - 人口: 7,373人 - 世帯数: 2,788 世帯 - 家族数: 2,004 家族 - 人口密度: 10人/km2（26人/mi2） - 住居数: 3,303軒 - 住居密度: 5軒/km2（12軒/mi2） 人種別人口構成 - 白人: 92.64% - アフリカン・アメリカン: 5.44% - ネイティブ・アメリカン: 0.16% - アジア人: 0.21% - その他の人種: 0.40% - 混血: 1.15% - ヒスパニック・ラテン系: 1.30% 年齢別人口構成 - 18歳未満: 22.3% - 18-24歳: 5.6% - 25-44歳: 26.4% - 45-64歳: 31.8% - 65歳以上: 13.8% - 年齢の中央値: 43歳 - 性比（女性100人あたり男性の人口） - 総人口: 98.8 - 18歳以上: 97.3 | 世帯と家族（対世帯数） - 18歳未満の子供がいる: 27.4% - 結婚・同居している夫婦: 60.5% - 未婚・離婚・死別女性が世帯主: 7.1% - 非家族世帯: 28.1% - 単身世帯: 23.4% - 65歳以上の老人1人暮らし: 7.9% - 平均構成人数 - 世帯: 2.50人 - 家族: 2.94人 収入と家計 - 収入の中央値 - 世帯: 45,943米ドル - 家族: 51,848米ドル - 性別 - 男性: 32,725米ドル - 女性: 22,950米ドル - 人口1人あたり収入: 23,863米ドル - 貧困線以下 - 対人口: 7.6% - 対家族数: 5.2% - 18歳未満: 10.8% - 65歳以上: 3.2% |

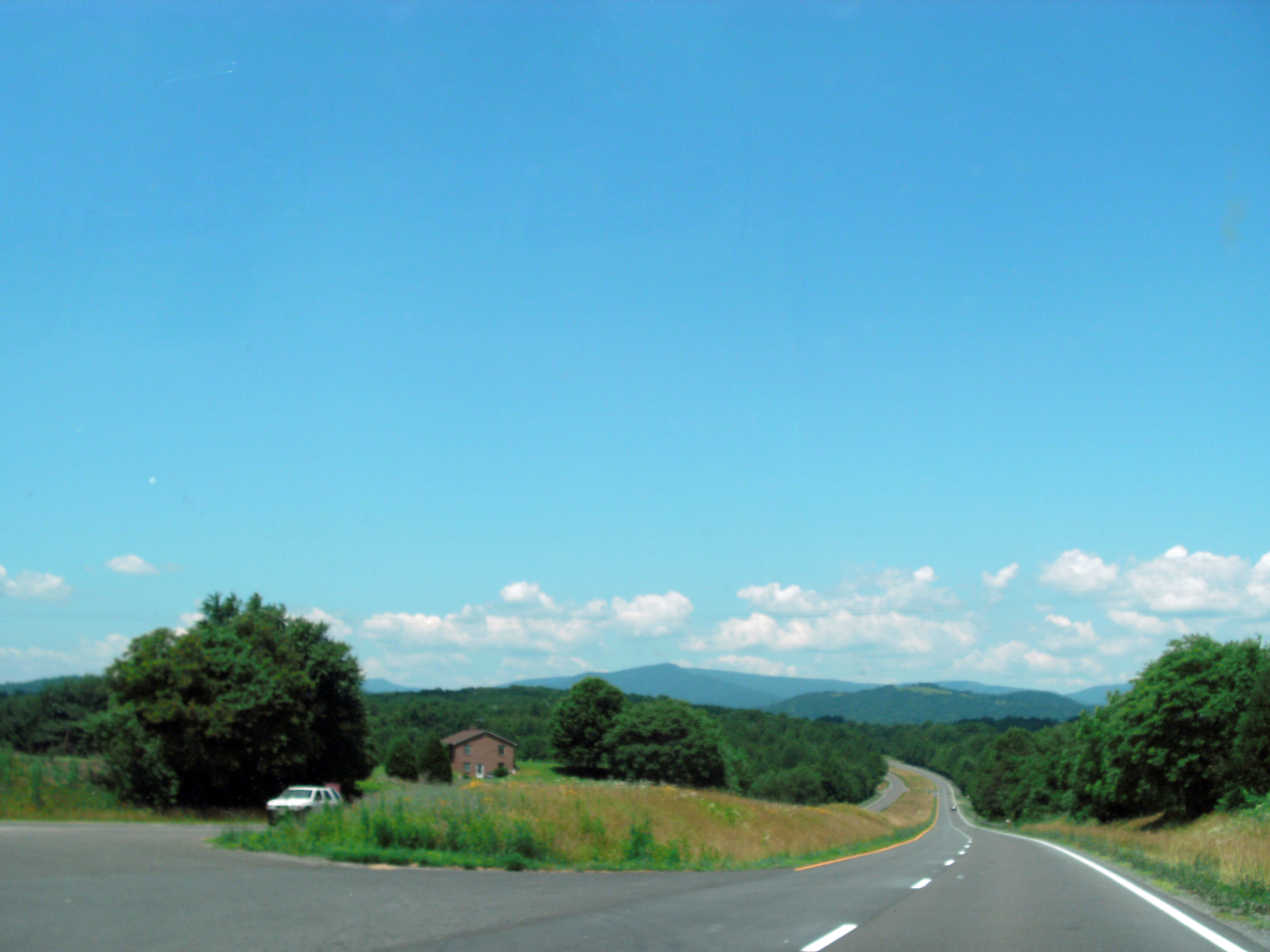
郡内を抜けるアメリカ国道211号線、遠景はブルーリッジ山脈

## 町
- ワシントン - 郡庁所在地

### 未編入の町
| - エイミスビル - キャッスルトン - チェスターギャップ - フリントヒル | - ハントリー - ローレルミルズ - マッシーズコーナー - ピオラミルズ | - リバーコームコーナー - スペリービル - ウェイクフィールドメナー - ウッドビル |

## 教育
ワシントン町にラッパハノック郡公共教育学区があり、2つの学校で、郡全体の幼稚園前から12年生まで921人を教育している。
郡内の私立学校はハースストーン・スクールとウェイクフィールド・カントリー・デイスクールがあり、幼稚園前から12年生までを教えている。また6年生から12年生までのベル・ミード・ファーム・スクールもある。